# بوبي فنتون
بوبي فنتون (بالإنجليزية: Bobby Vinton)‏ هو موسيقي ومغني أمريكي، ولد في 16 أبريل 1935 في كانونسبرغ في الولايات المتحدة.

## وصلات خارجية
- الموقع الرسمي
- بوبي فنتون على موقع IMDb (الإنجليزية)
- بوبي فنتون على موقع الموسوعة البريطانية (الإنجليزية)
- بوبي فنتون على موقع روتن توميتوز (الإنجليزية)
- بوبي فنتون على موقع ميوزك برينز (الإنجليزية)
- بوبي فنتون على موقع إن إن دي بي (الإنجليزية)
- بوبي فنتون على موقع أول ميوزيك (الإنجليزية)
- بوبي فنتون على موقع ديسكوغز (الإنجليزية)
- بوبي فنتون على موقع قاعدة بيانات الفيلم (الإنجليزية)